# 陳顯達 (明朝)
陳顯達（？—1646年），字仲修，吉安府泰和縣人，明朝、南明政治人物。

## 生平
陳顯達是一名太學生，獲授齊東縣典史。弘光年間，湯蘭將兵過境，他和泰和人蔣士隆慰勞賞賜軍隊，不久陳顯達以將領才能推薦任職總兵，而蔣士隆擔任他的參謀，跟隨楊廷麟守忠誠府，多次戰勝，負責提督福京沿海。清朝軍隊逼近，陳顯達向湯蘭提出招募一千名死士勤王；隆武二年（1646年）他得知隆武帝在汀州被殺，戰鬥到最後一刻嘔血而死。